# Ímeni Gastel·lo
Ímeni Gastel·lo (en rus: Имени Гастелло) és un poble (possiólok) de l'óblast de Magadan, a Rússia, que en el cens del 2010 tenia 91 habitants.